# Misty May-Treanor
Misty Erie May-Treanor (Costa Mesa, 30 de julho de 1977) é uma jogadora de voleibol de praia norte-americana. Faz dupla com Kerri Walsh.
Disputou três edições de Jogos Olímpicos: em 2000, jogando ao lado de Holly McPeak, 2004 e 2008. Ganhou a medalha de ouro em Atenas 2004, Pequim 2008 e Londres 2012 junto com Kerry Walsh.